# Петър Софрониев
Петър Софрониев е български журналист и писател. Сценарист е на телевизионни предавания, автор на хумористични фейлетони, разкази, новели, както и текстове за песни, либрета и пиеси.

## Биография
Петър Софрониев е роден на 22 февруари 1950 година. Завършва висше образование, специалност българска филология. Работи във вестник „Вечерни новини“. В продължение на 6 години е кореспондент на радио „Гласът на Америка“ - Вашингтон. Дългогодишен сътрудник е на вестник „Стършел“.
Автор е на сценариите на предаванията на Българската национална телевизия „Вариант 3“, „Събота късен следобед“, „Клуб НЛО“, „В неделя с ...“. Пише текстовете на около 40 песни, най-известната от които е „Казано честно“, изпълнявана от Васил Найденов. Пише либретото на мюзикъла „Ах, този секс“, играна на сцената на Национален музикален театър „Стефан Македонски“, както и текста на пиесата „Отвори, аз не съм лош човек“, поставена на сцената на Драматичен театър „Апостол Карамитев“, Димитровград.
Наред с това Софрониев издава четири книги с хумористични разкази и миниатюри:
- 2004 – „Мелодия за шведско японче и саксофон“ (Издателство „Славяни“),
- 2004 – „Посока Запад“ (ИК „Жанет 45“),
- 2005 – „Нормални до доказване на противното“ (Издателство „Славяни“),
- 2013 – „Пълно объркване“ (ИК „Жанет 45“).[2]

Софрониев е автор и на биографичната книга за рокпевицата Милена Славова, озаглавена „Милена съм“ (ИК „Ирис“, 1993).
През 2013 г. получава литературната награда „Чудомир“ за разказа си „Минералната вода — начин на употреба“, излязъл във в. „Стършел“, бр. 48/2012 г. Наградата му е връчена на двадесетото юбилейно издание на Чудомировите празници за фейлетона, град Казанлък.
Почива след тежко боледуване на 12 февруари 2015 г.